# Pseudoproleptus vestibulus
Pseudoproleptus vestibulus is een rondwormensoort uit de familie van de Cystidicolidae. De wetenschappelijke naam van de soort is voor het eerst geldig gepubliceerd in 1953 door Khera.